# Соковнин, Алексей Прокофьевич
Алексе́й Проко́фьевич Соковни́н (около 1640 — 14 марта 1697, Москва) — русский государственный деятель, стольник и воевода, затем окольничий (1682) и ясельничий (1690).

## Биография
Представитель дворянского рода Соковниных. Второй сын окольничего и воеводы Прокофия Фёдоровича Соковнина (?—1662) и Анисьи Никитичны Наумовой. Брат боярина Фёдора Соковнина и раскольниц Феодосии Морозовой и Евдокии Урусовой.
Начал придворную службу в 1648 году. После свадьбы царя Алексея Михайловича на Марии Ильиничне Милославской был пожалован в стольники царицы. В 1658 и 1660 годах служил чашником за торжественными царскими обедами в честь грузинского царевича Николая Давидовича. В 1665 году подозревался в убийстве своего холопа Ивана Медведева, который был застрелен в деревне Соковнина Алчево. В 1669 и 1670 годах «дневал и ночевал» вначале при гробе царевича Симеона Алексеевича, а затем царевича Алексея Алексеевича. В 1673 году находился на воеводстве в Острогожске. В 1680 году он межевал и описывал границы Васильцова стана в Московском уезде. В 1682 году назначен стольником царя Петра Алексеевича. Во время венчания на царство братьев Ивана и Петра шёл перед «стряпнёю». В том же году был пожалован в окольничие. В 1689—1690 годах был главой Конюшенного приказа. В 1690 году получил титул «ясельничего».
В 1697 году окольничий Алексей Прокофьевич Соковнин вместе со стрелецким полковником Иваном Циклером и стольником Фёдором Пушкиным (зятем Соковнина) по данным следствия организовал заговор против царя Петра I. По семейной легенде, он был невинен и был оклеветан ненавистниками, завидовавшим большему достатку и большей благосклонности царя к его семейству. Тем не менее, 23 февраля 1697 года два стрельца известили царя о намерении заговорщиков зажечь дом, в котором находился царь, и во время пожара убить его. Пётр явился на место собрания заговорщиков, лично арестовал их и организовал над ними суд. На пытках Циклер назвал главным организатором заговора Соковнина, который будто бы неоднократно говорил ему, что так как царь везде ездит один, то его легко можно убить, особенно во время какого-нибудь пожара. В случае успеха стрельцы планировали возвести на царский престол царевну Софью Алексеевну, старшую сестру Петра. Так как Циклер сомневался в желании стрельцов «взять» царевну, то Соковнин будто бы сказал ему: «мы и тебя выберем на царство». Соковнин на пытке сообщил, что вслед за Циклером к нему приезжал зять, Фёдор Пушкин, и тоже говорил об убийстве царя Петра. Алексей Соковнин не выдержал пыток и признался во всем, в чём его обвиняли.
4 марта 1697 года заговорщики А. П. Соковнин, И. Е. Циклер и Ф. М. Пушкин были четвертованы в Москве на Болотной площади. По преданию, родственникам удалось отыскать только его голову, и она была захоронена у алтаря церкви Николы «Красный звон» в Китай-городе, приходской церкви Соковниных, двор которых располагался на месте здания Шуйского подворья.
Князь А. Д. Меншиков считал Алексея Прокофьевича своим благодетелем и другом. В 1709 г. он прибыл в Белгород с Петром I, где встречался с сыновьями Соковнина, оставшимися там сиротами.

## Семья и дети
Был женат на Татьяне Степановне Чириковой. После казни всё имение её мужа было записано на царя, Татьяна Степановна отвезена на загородный дом в Молодях, где она, от этого горестного приключения лишась ума, вскоре скончалась.
Дети:
- Пётр Алексеевич (25 [15] декабря 1679, Посольская улица Китай-города, позднее дом И. И. Юшкова — 1 декабря [20 ноября] 1756, село Токмаково Каширского уезда).

Под начальством  Я. Ф. Долгорукова служил в Казыкерменском, Таванском и Украинских походах (1695). По указу 14 (4) марта 1697 г. за преступление отца лишён звания. По именному указу 16 (6) марта 1697 г. возвращено дворянство, но со ссылкой в Белгород на службу в Белгородском полку, с воспрещением отлучки. Оставлено 10 дворов крестьян на прокормление. В 1699 г. братья-сироты Пётр и Фёдор, будучи лет на 5—7 младше Петра I, встречались с ним во время его приезда в Воронеж, при этом царь выдал каждому по значительной сумме денег. До 1709 г. года жили в приобретённом в Белгороде домике с садом вместе с помогавшим им старообрядцем Лукьяном Степановым, который завёл пасеку и занимался садоводством. За это время Пётр участвовал в построении редута Каменного затона (1701). В 1709 г. причислены к Казанскому гарнизону с разрешением въезжать в столицы. В 1714—1716 гг. майор, командир Царицынского солдатского батальона для защиты города от кубанских татар. В 1716—1717 гг. в составе Пензенского пехотного полка сопровождал русского посла в Хиву и Бухару А. Бековича-Черкасского в экспедиции по Каспийскому морю, оставлен командиром вновь основанной Тук-Караганской крепости Св. Петра, которую назвал в честь царя и своего «небесного покровителя» (современный Форт-Шевченко). В 1717—1724 гг. командир Пензенского пехотного полка (Казань). В 1723 г. присутствовал на рейде при взятии Баку. В 1724—1727 гг. командир Невского пехотного полка (С.-Петербург). В 1727—1728 гг. военный казначей Казначейской конторы Военной коллегии, гостил в Москве в Саввинском доме своей сестры Софьи Милославской. В 1729—1733 гг. директор Главной дворцовой канцелярии. С 1736 г. полковник. С 30.10.1740 статский советник, с 27.07.1744 действительный статский советник. В 1742—1744 гг. глава Симбирской провинции, управлял астраханскими и гурьевскими рыбными ловлями. В Москве проживал в Стретенском доме (в Панкратьевском переулке, в приходе церкви Спаса в Пушкарях). Умер в с. Токмаково, зимой перевезён в Москву и погребён против алтаря церкви Николы «Красный Звон».
- Василий Алексеевич (? — 1697 в Сибири) — стряпчий (1676), комнатный стольник (1676—1697), воевода в Ярославле (1692—1694).[4]
- Фёдор Алексеевич (1667 — 1712, Казань) — комнатный стольник (1693), капитан Казанского гарнизона (1709).[5]
- Софья Алексеевна (1678—1746), жена комнатного стольника А. И. Милославского, сына боярина И. Б. Милославского. Погребена у церкви Николы «Красный Звон»[6]
- Пелагея Алексеевна (после 1663—1693), жена стольника Ф. М. Пушкина (казнён вместе с её отцом), сына боярина М. С. Пушкина[7]
- Мария Алексеевна  — жена князя М. С. Львова[8].